# Agaricus fontanae
Agaricus fontanae är en svampart som beskrevs av Fraiture 1999. Agaricus fontanae ingår i släktet champinjoner och familjen Agaricaceae.   Inga underarter finns listade i Catalogue of Life.